# Аптон
Аптон (англ. Upton) — місто (англ. town) в США, в окрузі Вестон штату Вайомінг. Населення — 898 осіб (2020).

## Географія
Аптон розташований за координатами 44°6′9″ пн. ш. 104°38′15″ зх. д. / 44.10250° пн. ш. 104.63750° зх. д. (44.102517, -104.637511).  За даними Бюро перепису населення США в 2010 році місто мало площу 7,68 км², уся площа — суходіл.

## Демографія
Згідно з переписом 2010 року, у місті мешкало 1100 осіб у 467 домогосподарствах у складі 303 родин. Густота населення становила 143 особи/км².  Було 539 помешкань (70/км²).
Расовий склад населення:
| - 95,6 % — білих - 1,7 % — корінних американців - 0,5 % — азіатів - 0,2 % — чорних або афроамериканців |

До двох чи більше рас належало 1,3 %. Частка іспаномовних становила 2,3 % від усіх жителів.
За віковим діапазоном населення розподілялося таким чином: 25,5 % — особи молодші 18 років, 57,4 % — особи у віці 18—64 років, 17,1 % — особи у віці 65 років та старші. Медіана віку мешканця становила 38,4 року. На 100 осіб жіночої статі у місті припадало 102,2 чоловіків;  на 100 жінок у віці від 18 років та старших — 105,3 чоловіків також старших 18 років.
Середній дохід на одне домашнє господарство  становив 67 157 доларів США (медіана — 61 333), а середній дохід на одну сім'ю — 87 445 доларів (медіана — 74 732). За межею бідності перебувало 15,5 % осіб, у тому числі 23,2 % дітей у віці до 18 років та 33,8 % осіб у віці 65 років та старших.
Цивільне працевлаштоване населення становило 607 осіб. Основні галузі зайнятості: сільське господарство, лісництво, риболовля — 31,6 %, освіта, охорона здоров'я та соціальна допомога — 26,2 %, будівництво — 11,4 %, виробництво — 7,1 %.
За даними перепису 2000 року,
на території муніципалітету мешкало 872 людей, було 359 садиб та 255 сімей.
Густота населення становила 257,0 осіб/км². Було 441 житлових будинків.
З 359 садиб у 32,3% проживали діти до 18 років, подружніх пар, що мешкали разом, було 64,6 %,
садиб, у яких господиня не мала чоловіка — 3,9 %, садиб без сім'ї — 28,7 %.
Власники 25,9 % садиб мали вік, що перевищував 65 років, а в 15,0 % садиб принаймні одна людина була старшою за 65 років.
Кількість людей у середньому на садибу становила 2,43, а в середньому на родину 2,93.
Середній річний дохід на садибу становив 31 053 доларів США, а на родину — 39 091 доларів США.
Чоловіки мали дохід 40 208 доларів, жінки — 17 500 доларів.
Дохід на душу населення був 15 165. доларів.
Приблизно 6,7 % родин та 11,1 % населення жили за межею бідності.
Серед них осіб до 18 років було 10,2 %, і понад 65 років — 14,4 %.
Середній вік населення становив 41 років.